# Cerro de las Piedras
El cerro de las Piedras, es un promontorio que se encuentra ubicado en el término municipal de Villacarrillo en la provincia de Jaén, Andalucía, España, y cuya importancia viene dada por haber sido catalogado como asentamiento arqueológico de la Edad del Cobre, habiendo sido ocupado desde el 2500-2000 a. C.  

## Reconocimiento y protección
El Instituto Andaluz del Patrimonio Histórico (IAPH), desde el 2 de junio de 1989, lo declaró asentamiento arqueológico a proteger y le otorgó el código de registro 230950012.

## Localización
El cerro lo encontramos en las cercanías de la pedanía de Herrera, a 450 m de la carretera comarcal JV-6001, a 8,9 km de Villacarrillo y a unos 400 m de la vertiente sur del río Guadalimar.

## Descripción del yacimiento
Según las últimas mediciones, el cerro ocupa en su totalidad 1,76 ha, con un radio aproximado de 80 m.
El asentamiento ha sido catalogado por el IAPH como zona arqueológica de tipología asentamiento de la Edad del Cobre (2 000 - 2 500 a. C.) siendo uno de los más antiguos de la zona y de gran importancia debido al diverso material que se puede encontrar en su superficie.
Se recogieron fragmentos de cerámica en la zona superficial del cerro, tanto en superficie como hasta en un metro de profundidad (aprovechando unas obras que se realizaron en el cerro). En las muestras se encontraron restos de cerámica que se asocia a la Edad del Cobre, tanto por el tipo de cocción de la cerámica como por la utilización en algunas piezas de pequeños trozos de mineral de cobre para reforzar su estructura.
En superficie no se puede ver ninguna formación defensiva que, de haber existido, seguramente habría sido destruida por las labores agrícolas de la zona. Aunque se podrían relacionar algunas rocas de los extremos del cerro con alguna anterior fortificación, debido al tamaño y forma de éstas, aunque ya totalmente deterioradas.
El yacimiento del cerro se deterioró cuando fue utilizado como cantera de piedra para las obras de la carretera N-322. El hecho se denunció y las autoridades pararon los trabajos, pero el cerro quedó dañado de forma irreversible para la excavación en su vertiente oeste.

## Zonas cercanas de interés arqueológico
Cerca de esta zona, en un radio de 14 km, desde la vertiente sur del río Guadalimar hasta la vertiente norte del río Guadalquivir, a la altura del municipio de Mogón, encontramos una gran variedad de zonas arqueológicas de distintas épocas, desde la Edad del Bronce, pasando por la Edad del Hierro hasta épocas romanas e íberas. A escasos metros del Cerro de las Piedras, cerca de Herrera, se encuentra un horno de fundición de metales, datado por el IAPH, de época romana. No tan cercana, aunque de una gran importancia arqueológica, está Cástulo, a 37 km, río Guadalimar abajo, muy cercano a la ciudad de Linares, donde la ocupación del lugar se remonta a finales del III milenio a. C., durante la misma época que el mencionado Cerro de las Piedras. Otro de los lugares a mencionar, debido a la importancia que suponen las investigaciones del paraje por miembros de la Universidad de Jaén, es el Cerro de la Albahaca, y lugares anejos (Turruñuelos...), cercano a Santo Tomé, donde se supone que se desarrolló la Batalla de Baecula entre cartaginenses y romanos.